# 宮武正明
宮武 正明（みやたけ まさあき）は、日本の教育評論家
- 日本社会事業大学社会福祉学部卒業社会学士卒業
- 東洋大学大学院福祉社会システム専攻終了社会学修士卒業
- 1945年生まれの人物

## 所属
- 日本社会福祉学会
- 日本地域福祉学会
- 東洋大学福祉会開発センター研究員

## 出版物
- 『母と子の暮らしと児童扶養手当』宮武研究室 2008年
- 『わかりやすい老人福祉の歴史』宮武研究室 2009年
- 『生活困難な家庭の児童の学習支援はなぜ大切か』宮武研究室 2010年
- 『今、子ども達の学習支援はなぜ必要なのか』池坊短大紀要別刷 2018年
- 『子どもの貧困－貧困の連鎖と学習支援』みらい 2014年・2018年電子版
- 『絆を伝えるソーシャルワーク入門―社会福祉・児童家庭福祉・相談援助のサブテキスト』 大空社出版 2015年・新版2021年
- 『福祉に生きる・白沢久一』大空社出版 2017年
- 『中国残留孤児・婦人の帰国と生活支援・学習支援』東京社会福祉史別刷 2020年

共著
- 白沢久一・宮武正明『生活力の形成』 勁草書房 1984年
- 白沢久一・宮武正明『生活関係の形成』 勁草書房 1987年
- 田辺敦子編『ひとり親家庭の子どもたち』 川島書店 1991年 担当「事例から見たひとり親家庭」
- 千葉茂明編『新エッセン児童福祉・家庭福祉論』 みらい 2010年～2019年 担当「子ども家庭福祉に関する法律」
- 高井由起子編『子どもと家族をアシストする相談援助』 保育出版社 2017年 担当「相談援助の実際を学ぶ」
- 石橋裕子・林幸範編『教職エクササイズ５・特別支援教育』 ミネルヴァ書房 2019年 担当「子どもの貧困と学習支援」
- 鈴木博人・横田光平編『子ども虐待の克服をめざして』 尚学社 2022年 担当「子どもの貧困大綱と現場からの提案、国（内閣府）の施策の経緯」

## 赴任した大学・短大
- 1986年-1992年 日本社会事業大学（非）
- 1996年-2005年 早稲田大学第二文学部（非）
- 2005年-2008年 松山東雲女子大学
- 2009年-2014年 こども教育宝仙大学
- 2009年-2014年 白鴎大学（非）
- 2014年-2016年 ヤマザキ学園大学（非）
- 2016年-2017年 池坊短期大学